# Amstrad CPC
Amstrad CPC (Colour Personal Computer) je serija 8-bitnih kućnih računala koje je proizvodila tvrtka Amstrad od 1984. do 1990.
Serija se sastojala od šest modela: CPC464, CPC664 i CPC6128 te manje uspješni 464plus, 6128plus, i igraća konzola GX4000. Cijela serija se temeljila na procesoru Zilog Z80 na 4 MHz, s ugrađenom memorijom od 64 do 128 KB RAM-a (ovisno o modelu), te ugrađenim uređajima vanjske memorije: kazetofon (brzine 1000-2000 bauda) ili disketni pogon 3" (opet ovisno o modelu). Prodavani su s monokromatskim ili monitorom u boji. Grafičke mogućnosti su se kretale u tri načina razlučivosti: 160×200 piksela u 16 boja ("Mode 0", 20 stupčani tekst), 320×200 piksela u 4 boje ("Mode 1", 40 stupčani tekst), i 640×200 piksela u 2 boje ("Mode 2", 80 stupčani tekst). Hardver CPC serije je omogućavao maksimalno 27 boja, a plus serije 4096 boja. Zvuk je proizvodio tada popularni čip General Instrument AY-3-8912, u tri kanala i osam oktava, kroz zvučnik ugrađen u kućište ili kroz 3,5 mm stereo priključak za slušalice. Svi su bili opremljeni operativnim sustavom AMSDOS, te Locomotive BASIC-om (1.0 ili 1.1), te sustavom CP/M (2.2 ili 3.0).
U Njemačkoj, Austriji i Švicarskoj su prodavani pod imenom Schneider.

## Modeli
- CPC 464 (1984.): 64 kB RAM, ugrađen kazetofon
- CPC 664 (1985.): 64 kB RAM, ugrađen disketni pogon
- CPC 6128 (1985.): 128 kB RAM, ugrađen disketni pogon
- 464 plus (1990.): 64 kB RAM, ugrađeni kazetofon i catridge port, paleta od 4096 boja, hardverski sprajtovi i skroliranje
- 6128 plus (1990.): 128 kB RAM, ugrađeni disketni pogon i catridge port, paleta od 4096 boja, hardverski sprajtovi i skroliranje

(navedene samo razlike u odnosu na cijelu seriju)